# 훙치 리눅스
훙치 리눅스(중국어 간체자: 红旗Linux, 정체자: 紅旗Linux, 병음: Hóngqí Linux; 한국어 한자음: 홍기 리눅스; Red Flag Linux 레드플래그 리눅스[*])는 중화인민공화국의 리눅스 관련 기업 또는 그 기업이 배포하는 리눅스 배포판이다. 한글과컴퓨터 및 미러클 리눅스와 함께 아시아눅스 개발에 참여했다.

## 제품
- Red Flag Asianux Server 3
- Red Flag HA Cluster 6.0
- Red Flag Desktop 6.0

## 같이 보기
- 아시아눅스
- 우분투 기린
- 유니티 운영체제
- 노바 (운영 체제)
- 붉은별 (운영 체제)